# Henri Paul

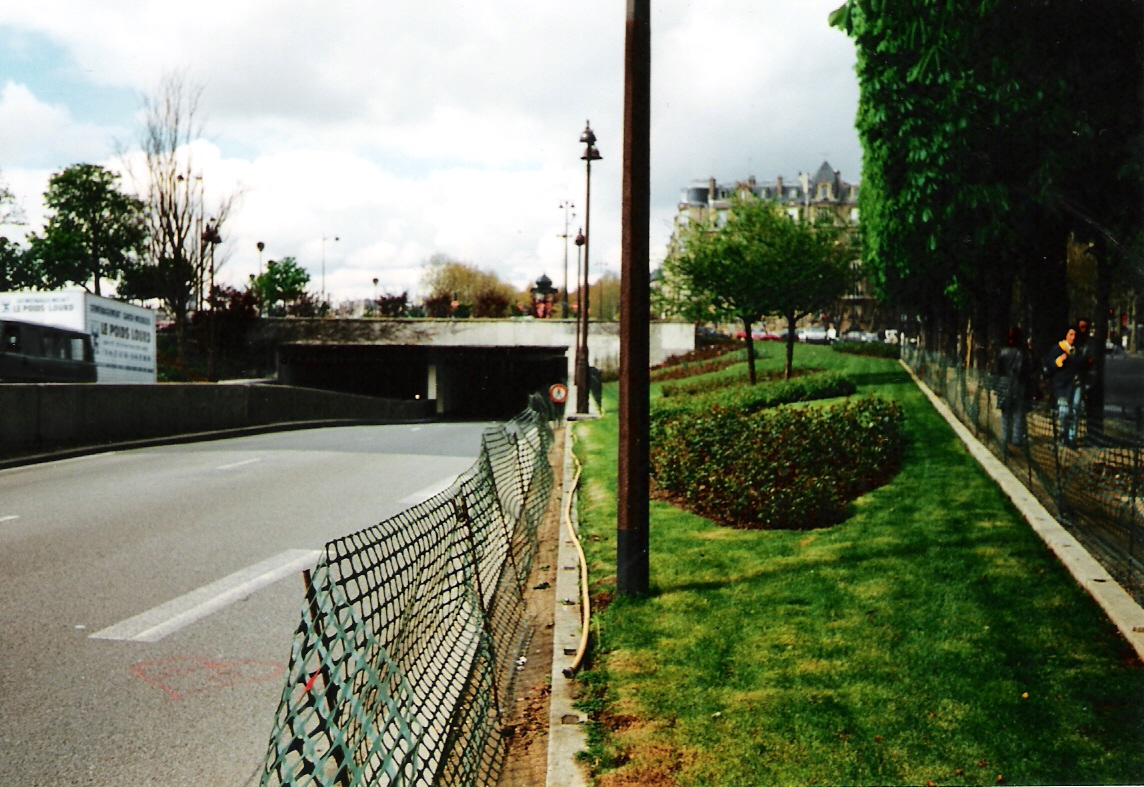
Alma-Tunnel in Parijs; waar het ongeluk zich afspeelde.

Henri Paul (3 juli 1956 - 31 augustus 1997) was een werknemer van Hôtel Ritz in Parijs en de chauffeur op het moment van het auto-ongeluk waarbij hijzelf, Prinses Diana en haar vriend Dodi Al-Fayed om het leven kwamen. Trevor Rees-Jones, Al-Fayeds bodyguard, overleefde het ongeluk.
De Franse politie berichtte dat Paul ten tijde van het ongeluk onder invloed van alcohol was en onder hoge snelheid probeerde om de achtervolgende paparazzi af te schudden. In zijn bloed zat tussen de 1.73 en 1.75 gram alcohol per liter.
In december 2006 merkte het onderzoek (Operation Paget) van John Stevens, voormalig hoofd van de Metropolitan Police Service, op dat Paul op de bewuste avond vrij was geweest. Hij moest echter plotseling aan het werk, toen Dodi Al-Fayed eiste dat hij zou rijden. Hij zal niet, concludeerde het onderzoek, hebben verwacht nog te moeten werken toen hij begon met drinken. Een onderzoek in zijn flat toonde aan dat er geen bewijs was dat Paul een zwaar alcoholist was, maar iemand die geregeld een glaasje dronk.

## Verder lezen
- Dood van Diana Spencer